# 53-й Венецианский кинофестиваль
53-й Венецианский международный кинофестиваль проходил в Венеции, Италия с 28 августа по 7 сентября, 1996 года.
Второй раз, никто не получил Серебряного льва за лучшую режиссёрскую работу.

## Жюри
Главное жюри:
- Роман Поланский (президент, Польша),
- Пол Остер,
- Анжелика Хьюстон (США),
- Сулейман Сиссе (Сенегал),
- Каллсито Козулич,
- Мириам Мафаи (Италия),
- Мринал Сен (Индия),
- Антонио Скармета (Чили),
- Хулья Уканзу (Турция).

## Фильмы в конкурсе
| Название на русском языке                     | Название на языке оригинала      | Режиссёр           | Производство                        |
| Баския                                        | Basquiat                         | Джулиан Шнабель    | США                                 |
| Разбойники. Глава VII                         | Brigands, chapitre VII           | Отар Иосселиани    | Франция                             |
| Песня Карлы                                   | Carla's Song                     | Кен Лоуч           | Великобритания · Испания · Германия |
| Хроника исчезновения                          | سجل اختفاء                       | Элиа Сулейман      | Израиль · Государство Палестина     |
| Моцарт — навсегда                             | For Ever Mozart                  | Жан-Люк Годар      | Франция · Швейцария                 |
| Похороны                                      | The Funeral                      | Абель Феррара      | США · Италия                        |
| Мужчины, женщины: Руководство по эксплуатации | Hommes, femmes, mode d'emploi    | Клод Лелуш         | Франция                             |
| Илона приходит с дождём                       | Ilona llega con la lluvia        | Серхио Кабрера     | Колумбия · Италия · Испания         |
| Майкл Коллинз                                 | Michael Collins                  | Нил Джордан        | США · Ирландия · Великобритания     |
| Вечеринка                                     | Party                            | Мануэл де Оливейра | Франция · Португалия                |
| Пьянезе Нунцио: 14 лет в мае                  | Pianese Nunzio, 14 anni a maggio | Антонио Капуано    | Италия                              |
| Понетт                                        | Ponette                          | Жак Дуайон         | Франция                             |
| Кроваво-красный                               | Profundo Carmesí                 | Артуро Рипштейн    | Мексика                             |
| Будда проклял Америку                         | Tai Ping Tian Guo                | У Няньчжэнь        | Тайвань                             |
| Лесной царь                                   | Der Unhold                       | Фолькер Шлёндорф   | Германия · Франция · Великобритания |
| Весна на велосипеде                           | Vesna va veloce                  | Карло Маццакурати  | Италия                              |

## Награды
- Золотой лев: Майкл Коллинз режиссёр Нил Джордан
- Серебряный лев — Особый приз жюри: Разбойники. Глава VII режиссёр Отар Иосселиани
- Кубок Вольпи за лучшую мужскую роль: Лиам Нисон — Майкл Коллинз
- Кубок Вольпи за лучшую женскую роль: Виктория Тивисоль — Понетт
- Золотой лев за вклад в мировой кинематограф: Роберт Олтмен, Витторио Гассман, Дастин Хоффман и Мишель Морган